# Heino Holm
Heino Holm Knudsen (født 28. januar 1979 i Hvidbjerg) er en dansk håndboldspiller, der har spillet for Lemvig-Thyborøn Håndbold. Han har også tidligere optrådt for Århus GF, AaB Håndbold, Team Tvis Holstebro, Viborg HK og HC Midtjylland. Han er uddannet grafiker. Han er lærer på Lomborg gymnastik- og idrætsefterskole, hvor han har været matematiklærer og håndboldtræner. Nu har han lavet en 1 årig kontrakt med Mors-Thy Håndbold, som assistenttræner. Han bor i Holstebro med sin kæreste og to børn, Mikkel og Jeppe.
Holm står noteret for 3 kampe og 8 mål for det danske håndboldlandshold, alle spillet mens han spillede i Aalborg.

## Karriere
Heino Holm Knudsen startede som 11-årig i klubben Thyholm IF. Siden da har han spillet i Struer FH, Ikast FS, AaB, Århus GF, Team Tvis Holstebro, Viborg HK og nu HC Midtjylland. Han kom til Team Tvis Holstebro i 2007, hvor han vandt pokalturneringen i 2008 og blev udvalgt til 'årets pokalfighter'. og i 2012 skiftede han til Viborg HK. Det blev dog kun til en halv sæson i den midtjyske klub. I starten af 2013 skiftede han med øjeblikkelig virkning til 1. divisionsklubben HC Midtjylland grundet Viborg HK's satsning kun på kvindeholdet. Han forlod HC Midtjylland efter 2,5 sæsoner, da han og klubben ikke kunne blive enige om en ny kontrakt.
I 2016 startede Heino som håndboldtræner og matematiklærer på Lomborg Gymnastik- & Idrætsefterskole.